# Xã của Barbados

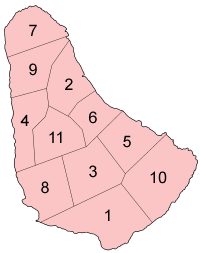
Bản đồ các xã của Barbados

Barbados hiện được chia thành các đơn vị hành chính gọi là xã (parish). Theo đạo luật của Nghị viện Barbados, tên chính thức trong tiếng Anh sẽ là "Parish of ("Tên xã"). Thuật ngữ parish được sử dụng để chỉ đơn vị hành chính cơ sở của Barbados vốn có nguồn gốc từ hệ thống giáo xứ Anh giáo, vốn là tôn giáo chính của quốc đảo này, dần dà được áp dụng vào phân cấp hành chính như cấp xã (civil parish). Thủ đô Bridgetown thuộc xã Saint Michael và có thể sẽ trở thành một khu vực riêng.
11 xã của Barbados gồm:
| Số | Xã            | Nguyên Thủ phủ | Diện tích (km²) | Dân số (Thống kê 2000) | Mật độ km−2 |
| -- | ------------- | -------------- | --------------- | ---------------------- | ----------- |
| 1  | Christ Church | Oistins        | 57              | 49.498                 | 868,4       |
| 2  | Saint Andrew  | Greenland      | 36              | 5.254                  | 145,9       |
| 3  | Saint George  | Bulkeley       | 44              | 17.868                 | 406,1       |
| 4  | Saint James   | Holetown       | 31              | 22.742                 | 733,6       |
| 5  | Saint John    | Four Roads     | 34              | 8.873                  | 261,0       |
| 6  | Saint Joseph  | Bathsheba      | 26              | 6.805                  | 261,7       |
| 7  | Saint Lucy    | Crab Hill      | 36              | 9.328                  | 259,1       |
| 8  | Saint Michael | Bridgetown     | 39              | 83.684                 | 2.145,7     |
| 9  | Saint Peter   | Speightstown   | 34              | 10.699                 | 314,7       |
| 10 | Saint Philip  | Crane          | 60              | 20.540                 | 342,3       |
| 11 | Saint Thomas  | Hillaby        | 34              | 11.590                 | 340,9       |
|    | Barbados      | Bridgetown     | 431             | 250.012                | 580,1       |